# فرد اویلسنر
فرِد اویلسنر (آلمانی: Fred Oelßner؛ (۲۷ فوریه ۱۹۰۳ – ۷ نوامبر ۱۹۷۷)، سیاست‌مدار کمونیست، اقتصاددان و شخصیت ارشد سیاسی آلمانی بود.
اویلسنر در سال ۱۹۵۰ میلادی عضو دفتر سیاسی (پولیتبورو) حزب اتحاد سوسیالیستی آلمان شد. با این حال، او در سال ۱۹۵۸ در مورد ماجرای موسوم به «شیردوان - Schirdewan» مورد بی‌مهری قرار گرفته و از پولیتبورو کنار گذاشته شد. تنش‌ها در رأس دولت تا حدی به وجود آمده بود که کشور می‌بایست مایل باشد به فشار مسکو برای استالین زدایی پاسخ مثبت بدهد. اویلسنر توانست از منظر اقتصادی و سیاسی به نفع کاهش محتاطانه محدودیت‌ها استدلال کند. پس از مدتی حدود یک سال که در طی آن تصور می‌شد رهبر آلمان شرقی، والتر اولبریخت، آماده پیشنهادها است، سقوط سیاسی کارل شیردوان، فرِد اویلسنر و یکی دو نفر دیگر به عنوان نشانه‌ای تلقی شدند که سنت‌گرایان تندروهای اقتصادی در کنترل باقی خواهند ماند. در سپتامبر ۱۹۵۹ اویلسنر انتقاد-خودی را تحت عنوان «فرصت طلبی و کوری سیاسی» ("Opportunismus und politische Blindheit") در سال‌های ۱۹۵۶/۵۷ منتشر کرد.

## زندگی او

### زادگاه و سال‌های ابتدائی
فرِد اویلسنر در لایپزیک متولد شد. پدرش، آلفرِد اویلسنر، عضو فعال حزب دموکراتیک سوسیال بود و بعداً فعال و یکی از مقامات برجسته حزب کمونیست شد. مادرش در تجارت پوشاک کار می‌کرد. اویلسنر پس از این‌که به مدرسه متوسطه در نزدیکی ویسنفیلس (Weißenfels) رفت در آنجا ساکن شد، جاییکه میان سال‌های ۱۹۱۷ و ۱۹۱۹ میلادی یک دوره استاد شاگردی در تجارت و فرزکاری در آسیاب بیودتز را آغاز کرد. در همان زمان او تحصیلات خود را ادامه داده، در کلاس‌های عصرانه یک دانشکده تجارت حضور می‌یافت.

### سیاسی شدن
او در سال ۱۹۱۷ میلادی به سوسیالیست‌های جوان («Sozialistische Arbeiter-Jugend"/SAJ) و در سال ۱۹۱۸ به سوسیالیست‌های جوان آزاد («Freie sozialistische Jugend"/FSJ) ملحق شد. او به دلیل «فعالیت‌های سیاسی‌اش» پس از هژده ماه از برنامه استاد شاگردی کنار زده شد. هرچند اویلسنر هنوز شانزده سال سن داشت، در می ۱۹۱۹ به حزب مستقل دموکراتیک سوسیال («Unabhängige Sozialdemokratische Partei Deutschlands"/USPD) پیوست. این حزب چند سال قبل در نتیجه انشعاب از حزب اصلی SPD شکل گرفته بود. در آن زمان علت اصلی انشعاب تصمیم رهبری SPD برای رای دهی در حمایت از کمک مالی جنگ بود. در سال ۱۹۱۹ جنگ پایان یافت و مشکلات اقتصادی منجر به افزایش قطبی شدن سیاسی می‌شد. انقلاب روسیه سال ۱۹۱۷ باعث شد تا احتمالات اتفاقات مشابه در آلمان نیز به‌وقوع بپیوندد. حزب کمونیست آلمان در یک کنگره برگزار شده در برلین در جریان سه روز میان ۳۰ دسامبر ۱۹۱۸ و ۱ ژانویه ۱۹۱۹ اساس‌گذاری شد. در حدود یک سال بعد این بار نوبت USPD بود که تقسیم شود، طوری که اکثریت اعضای آن به حزب کمونیست جدیداً تأسیس شده پیوستند. اما، USPD به نظر می‌رسید که در طول سال ۱۹۲۰ در مجاوریت هال-مرسبورگ نسبتاً فعال باقی بماند (جاییکه اویلسنر مستقر بود) و تنها در دسامبر ۱۹۲۰ بود که او به‌صورت رسمی به حزب کمونیست پیوست. در جریان این مدت او با داشتن یک شغل دفتری در شرکت همکاری در هال تا سال ۱۹۲۱ خود را اکمال می‌کرد. در همان زمان او به عنوان رهبر تیم محلی («Bezirksleiter») برای سازمان جوانان پرولتاریای سوسیالیست («Sozialistische Proletarierjugend») و برای کمونیست‌های جوان در مجاوریت هال-مرسبورگ خدمت کرد.
اویلسنر در سال ۱۹۲۱ میلادی در یک نهضت کم عمر کارگران در آلمان مرکزی، به اصطلاح جنبش مارس، سهم گرفت. او پس از آن یک شغل با حقوق را پذیرفته و برای کمیته مرکزی حزب کمونیست تحت هدایت ولهلم کونن و والتر ستوکر کار کرد. از خزان ۱۹۲۱ تا ژانویه ۱۹۲۲ او به عنوان داوطلب با «Hamburgische Volkszeitung» (روزنامه) همکاری داشت. در جریان سال‌های ۱۹۲۲/۲۳ او نقش ویراستاری «Schlesische Arbeiterzeitung» را که مقر آن در برسلاو (بعداً به نام وروکلاو معروف شد) به‌عهده گرفت. پس از آن سمت‌های دیگر ویراستاری در روزنامه‌های چپی را در چمنیتز، آچن و شتوتگارت عهده‌دار شد. او در شتوتگارت بود که در دسامبر ۱۹۲۳ بازداشت شد. در سپتامبر ۱۹۲۴ در دادگاه عالی در لایپزیک مورد محاکمه قرار گرفته و محکوم به یک سال زندان شد. این محکومیت برای شرایط اینچنینی «آمادگی برای انجام خیانت بزرگ» (“Vorbereitung zum Hochverrat”) معمول بود. بیشتر محکومیت او در جریان بازداشت قبل از محاکمه او سپری شد و او در کوتوس در ژانویه ۱۹۲۵ رها گردید. پس از این او شغل‌های دیگر ویراستاری را در رمشید (Remscheid) و آچن (Aachen) به عهده گرفت.

### مسکو
او در آوریل ۱۹۲۶ میلادی از سوی حزب به مسکو فرستاده شده و در همین سال به حزب کمونیست شوروی پیوست. در مسکو او میان سال‌های ۱۹۲۶ و ۱۹۲۸ در دانشکده بین‌المللی لینن کومنترن که جدیداً تأسیس شده بود تحصیل کرد. تا سال ۱۹۲۹ در آن دانشکده، حالا به عنوان «داوطلب کار» (به‌طور ساده «محصل دوره لیسانس») باقی ماند. پس از آن، او یک درس عالی در دانشکده اقتصاد در مؤسسه استادان سرخ ("Институт красной профессуры") گرفت. او در تابستان سال ۱۹۳۲ به آلمان بازگشته و در برلین در دپارتمان تبلیغ کمیته مرکزی حزب، تحت رهبری ارنست شنیلر کار کرد. ناحیه مسؤلیت‌های او شامل تریننگ‌های حزب می‌شد که خود او در «آکادمی حزب روزا لوکزمبورگ» (“Reichsparteischule Rosa Luxemburg”) در خارج از شهر، در Schöneiche-Fichtenau به تدریس پرداخت.

### آلمان نازی
در ژانویه ۱۹۳۳ حزب نازی قدرت را به‌دست گرفته و در زمان اندک کشور را به یک دیکتاتوری تک حزبی مبدل کرد. این حزب حمایت مردمی را از طریق پایه‌های مردمی سنتی امید و نفرت به‌دست‌آورد. پس از آتش‌سوزی ریشتاگ در اخیر فوریه ۱۹۳۳، مقامات به‌صورت ویژه با سابقه فعالیت حزب کمونیست بر آن متمرکز شدند. حزب به‌صورت تدریجی ممنوع شده و تا اواسط تابستان بیشتر کمونیست‌های فعال بازداشت (یا بدتر از آن) شده یا به خارج فرار کردند. هرچند فرِد اویلسنر توانست تا دسامبر ۱۹۳۳ در برلین بماند. هم موجودیت او – احتمالاً راجستر ناشده – و هم «فعالیت‌های حزبی‌اش» در منابع «غیرقانونی» خوانده شده‌است. در دسامبر ۱۹۳۳ او به سارلند مهاجر شد که در این زمان هنوز به آلمان نپیوسته بود. این‌جا او از طرف کمیته مرکزی حزب «آموزش» را پیش برد. در سال ۱۹۳۴ میلادی او در پاریس بود جاییکه به‌سرعت یکی از دو مکان مرکزی حزب کمونیست آلمان در تبعید می‌شد. در پاریس او از نزدیک با والتر اولبریخت، رهبر آینده آلمان شرقی کار کرد. حد اقل یک منبع اویلسنر را در جریان سال ۱۹۳۴ به عنوان «منشی اولبریخت» در پاریس توصیف کرده‌است. او همچنین در آمستردام، زوریخ و پاریس «آموزش حزبی» را پیش برد.

### بازگشت به مسکو
در سال ۱۹۳۵ میلادی او یکی از چندین کمونیست تبعید شده از آلمان بود که از پاریس به مسکو نقل مکان داده شد، جاییکه تا مارس ۱۹۳۵ دعوت را پذیرفته و در دانشگاه کمونیست اقلیت‌های ملی غرب و مدرسه بین‌المللی لینن استاد شد. تصمیم بستن دانشگاه کمونیست اقلیت‌های ملی غرب در می ۱۹۳۶ گرفته شد. در اوت ۱۹۳۶ میلادی اویلسنر به دلیل اتهام انحرافات ایدیولوژیکی از سمت‌های تدریسی اخراج شد. سال‌های ۱۹۳۶ – ۱۹۳۸ میلادی شاهد اوج پاک سازی‌های استالینیستی بود. صدها تن مهاجر سیاسی آلمانی از نازیسم دستگیر شده و متهم به همفکری با تروتسکی شدند. برخی از آن تیرباران گردیدند. برخی به کمپ‌های کارگری فرستاده شده یا به مناطق دوردست اتحادیه جماهیر شوروی برای چندین سال تبعید شدند. اویلسنر این مدت را به عنوان یک مهاجر بیکار در مسکو تجربه کرده و با بهترین شکلی که می‌توانست با ترجمه و نویسندگی آزاد امرار معاش می‌کرد. پیشنهادهایی وجود دارند مبنی بر این‌که او خوشبخت بود از این‌که روزگار بدی نداشت. در سپتامبر ۱۹۳۸ او مسؤل بخش برنامه‌ریزی در کارخانه کاغذسازی موسوم به "Bop" در مسکو مشغول به کار شد. او این شغل را تا ژوئن ۱۹۴۱ حفظ کرد.

### شهروند شوروی
به فرِد اویلسنر در مارس ۱۹۴۰ شهروندی شوروی داده شد. یکی از عوامل این بود که او تا این زمان ازدواج کرده بود. اولین خانم او روسی بود و زمانی که با او ازدواج کرد شهروندی شوروی را داشت. پاسپورت شوروی و سایر اسناد هویتی که به او صادر شده بود برایش نام جدیدی داد، «فرتز لاریو». پرونده‌های گشتاپو در آلمان از آغاز سال ۱۹۴۱ اویلسنر را به عنوان یکی از اهداف ویژه تعقیبی (in der “Sonderfahndungsliste”) در اتحادیه شوروی معرفی می‌کند.
میان ژوئن ۱۹۴۱ و خزان ۱۹۴۴ او به عنوان ویراستار در کویبیشیف کار کرده و سپس به عنوان سردبیر در بخش زبان آلمانی رادیو مسکو ایفای وظیفه کرد. (در اکتبر ۱۹۴۱، حزب کمونیست و مؤسسات دولتی، عملیات‌های دیپلماتیک کشورهای خارجی، تأسیسات ارشد فرهنگی و کارمندان آن‌ها به کویبیش تخلیه گردیدند، اما آمادگی‌های اضطراری برای چنین حرکتی حداقل از ابتدای جنگ فراهم شده بود) در اوایل ۱۹۴۳ او عضو گروه کارگری ایجاد شده توسط رهبری حزب گردید که با مسائل پروپاگندا می‌پرداختند. تا پایان ۱۹۴۴ میلادی دستگاه دولتی برای بیش از یک سال به مسکو بازگشت و فرِد اویلسنر نیز همراه آن بود. میان ماه‌های فوریه و اوت ۱۹۴۴ او به عنوان عضو یک گروه کاری مهم برنامه‌ریزی یک برنامه پساجنگ برای حزب کمونیست (آلمان) ایفای وظیفه کرد. او همچنین عضو یک گروه فرعی کوچک در «نقش اتحادیه کارگری» بود. در سپتامبر ۱۹۴۴ او یک سمت تدریسی را در حزب آلمان «حزب آکادمی نمبر ۱۲» تحت رهبری هاینز هوفمن، خارج از مسکو به عهده گرفت. «شاگردان» مدرسه زندانیان جنگ المان بودند.

### منطقه تحت اشغال جماهیر شوروی
زمانی که جنگ در ماه می ۱۹۴۵ به پایان رسید هزاران آلمان در اتحادیه جماهیر شوروی باقی ماندند. هیچ‌کس تعداد آن را نمی‌داند. بیشتر آن‌ها زندانیان جنگ بودند. دیگران پناهنده‌های سیاسی بودند که در دهه ۱۹۳۰ از هتلر فرار کرده و به مسکو آمده بودند، بعداً در معرض پاک سازی قرار گرفتند. بسیاری در کمپ‌های کارگری یا در تبعید داخلی دور از مسکو قرار می‌گرفتند و هیچ‌گاه به آلمان برنگشتند. در میان هزاران تن که دوباره توانستند برگردند، بیشتر آنها برای دو تا ۱۰ سال دیگر در اتحادیه شوروی نگهداشته شدند. اما، سی مرد که سال‌های جنگ را در مسکو سپری کرده بودند، بازگشت متفاوتی به خانه را تجربه کردند. فرِد اویلسنر یکی از آن‌ها بود. در ۳۰ آوریل ۱۹۴۵ یک هواپیما شوروی سی مرد را از مسکو به مینسک انتقال داد و از آنجا آن‌ها را به میدان هوایی کالاو بیرون از مسریتز (Meseritz) برد. از آنجا آن‌ها با موتور باربری به بروخموهل (Bruchmuhle) برده شدند جاییکه رئیس نظامی شوروی، مارشال ژوکوف مقر فرماندهی خود را در فاصله تقریباً ۲۰ مایلی در شرق برلین مستقر کرده بود. گروه اولبریخت ۱۰ مرد در ۲ می ۱۹۴۵ کار خود را آغاز کردند در حالی‌که ۱۰ مردی که توسط گوستاو سوبوتکا رهبری می‌شدند به Mecklenburg در بخش شمالی رفتند جاییکه حالا به نام منطقه تحت اشغال شوروی شناخته می‌شود. فرِد اویلسنر یکی از اعضای ۱۰ مرد گروه آکرمان بود کسانی که حالا خود را در ساکسونی شرقی مستقر کردند. خیلی بعد مشخص شد که ۳۰ مردی که از مسکو در آغاز می ۱۹۴۵ رسیده بودند با تفصیلات قابل ملاحظه برنامه «ملت سازی» آمده بودند. اولین فعالیت آن‌ها این بود که زمینه را برای تأسیس دوباره مؤسسات کمونیست و اتحادیه‌ها در آلمان پساجنگ شکل بدهند، به گونه‌ای که تمرکز آن‌ها بر ساحاتی باشد که اتحادیه جماهیر شوروی نظر بر اساس بخش نظامی دو ثلث غربی آلمان که از قبل میان دشمنان ارشد جنگ آلمان به توافق رسیده بود، تعیین می‌کند. گروه آکرمان نسبت به دو گروه دیگر فعالیت‌هایش را بطی‌تر آغاز کرد، اما، از آنجاییکه بیشتر بخش جنوبی که بعداً به نام منطقه تحت اشغال شوروی شناخته شد، شامل لایپزیگ پس از جنگ‌های تند قوای ایالات متحده آزاد شده بود، قوای شوروی مجبور شدند تا بر برلین و شمال آلمان متمرکز باشند. تنها در ژوئیه ۱۹۴۵ بود که قوای آمریکایی به سرحد قبلاً توافق شده رفتند. اندکی دورتر در شرق درسدن که در ۸ می ۱۹۴۵، در روز تسلیم رسمی (بر اساس بیشتر منابع انگلیسی-آمریکایی) به قشون سرخ تسلیم شدند. فرِد اویلسنر در درسدن سردبیر «روزنامه جمعیت آلمانی» قشون سرخ شد. با این حال، این گمارش تنها چند هفته طول کشید. در ژوئن ۱۹۴۵ او به برلین منتقل گردید. حالا وظیفه او از سوی کمیته مرکزی حزب کمونیست این بود که بخش مهم Agitprop حزب را ساخته و به پیش ببرد.
حزب اتحاد سوسیالیستی ("Sozialistische Einheitspartei Deutschlands"/SED) در آوریل ۱۹۴۶ از طریق ادغام بحث‌برانگیز حزب سابق کمونیستی و (برای بیشتر اهداف در منطقه تحت اشغال شوروی) حزب دموکراتیک سوسیال چپی معتدل تر به فعالیت آغاز کرد. اویلسنر در جریان سال ۱۹۴۶ توسط کمیته اجرائی ملی حزب جدید (“Parteivorstand”) به عنوان رئیس بخش تعلیمی حزب استخدام شد. در سال ۱۹۴۷ او خودش عضو اجرائی ملی شد که سریعاً کمیته مرکزی حزب گردید (و تغییر نام یافت). در کمیته مرکزی، میان اکتبر ۱۹۴۷ و فوریه ۱۹۴۹ او مسؤلیت بخش جدیداً تعمیم یافته را به عهده گرفت که نتنها آموزش حزبی را دربرداشت بلکه همچنین شامل فرهنگ و مدرسه می‌شد. سوسیال دموکرات‌های قبلی در رهبری حزب سریعاً تحت فشار قرار گرفته و SED در همه چیز به استثنای نام، مشابه به یک حزب کمونیستی به سبک شوروی شد. زمانی که منطقه تحت اشغال شوروی، در اکتبر ۱۹۴۹، تحت نام جمهوری دموکراتیک آلمان تحت‌الحمایه شوروی (آلمان شرقی) دوباره راه اندازی شد، SED قویاً به عنوان حزب حاکم در آلمان جدید دیکتاتوری تک حزبی پابرجا بود. فرِد اویلسنر در ماه می ۱۹۴۹ در عضویت شورای مرمی (“Volksrat”) نامزد شد و در همان سال به عنوان عضو بدنه جانشین آن، پارلمان مردم (“Volkskammer”) «انتخاب گردید». جمهوری دموکراتیک آلمان بر اساس یک ساختار شدیداً متمرکز قدرت: قدرت در هیچ‌یک از اسامبله‌های قانون‌گذاری و حتی وزرای دولتی نبوده بلکه نزد کمیته مرکزی حزب حاکم بود. با این حال، نقش بارز حزب تا آن حد تعمیم یافته بود که اعضای کمیته مرکزی مکرراً همچنین اعضای Volkskammer بوده یا وزرای دولت می‌بودند. در سال ۱۹۵۰ اویلسنر به گروه داخلی کمیته مرکزی ملحق شد که تحت ساختار قدرت لنینیستی کشور جدید به عنوان پولیت‌بورو شناخته می‌شد.